# Vescovato (Italia)

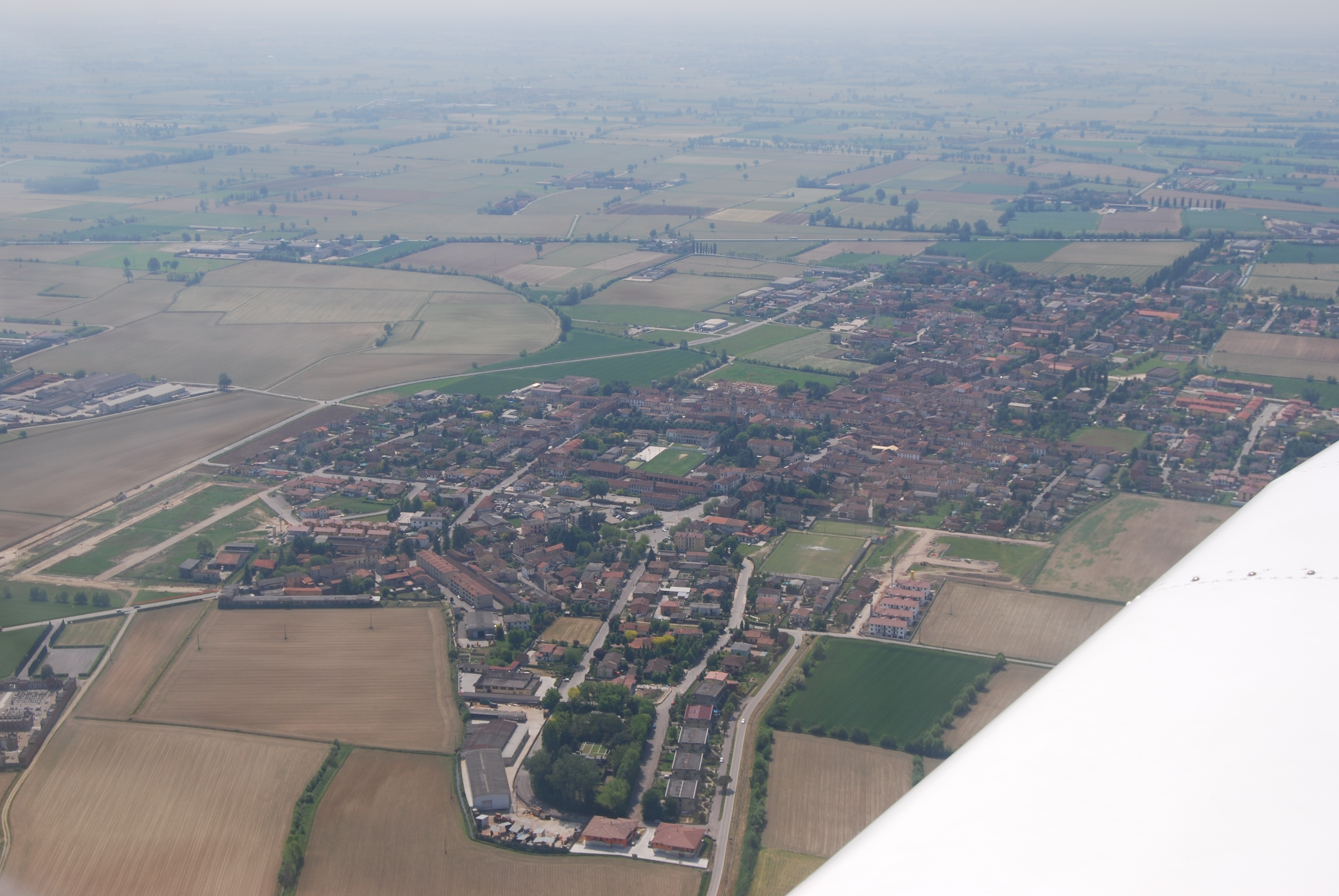
Vista aérea de Vescovato.

Vescovato es una localidad y comune italiana de la provincia de Cremona, región de Lombardía, con 3652 habitantes. 

## Evolución demográfica
| Gráfica de evolución demográfica de Vescovato entre 1861 y 2001 |
|                                                                 |
| fuente ISTAT - elaboración gráfica para Wikipedia               |